# Haplopappus velutinus
Haplopappus velutinus és una espècie de planta fanerògama que pertany a la familia de les asteràcies (Asteraceae).

## Descripció
Haplopappus velutinus és un arbust que creix fins a 1 metre dalt, globós i amb branques denses. Les fulles són obovades, marge amb dents a la part superior, àpex arrodonit, peciolades, glabres o amb pèls espaiats. Els capítols són solitaris sobre tiges nues. Les bràctees de l'involucre lanceolades, àpex agut recorbat, marge glandulós. Les flors són grogues al marge ligulades, centrals tubuloses. El fruit és un aqueni tomentós.

## Distribució i hàbitat
Haplopappus velutinus es distribueix a les regions xilenes de Coquimbo, Valparaíso, Regió Metropolitana de Santiago, O'Higgins i Maule.
En el seu hàbitat creix en sòls pedregosos a la preserralada i serralada de La Costa i Los Andes, des dels 500 fins als 2200 msnm.

## Usos
Des de temps remots ha estat utilitzada de forma medicinal principalment per alleujar problemes estomacals, però també s'han descobert altres propietats com ajudar a alleujar els símptomes del refredat, grips, pneumònies. Una altra de les seves propietats és ajudar a la digestió dels greixos i proteïnes. S'usa com a afrodisíac i antisèptic. La planta també posseeix un efecte antiflatulent i propietats purificadores.
No es fan servir només les fulles sinó també les flors i les tiges.
És una de les deu plantes medicinals més emprades a Xile.

## Taxonomia
Haplopappus velutinus va ser descrita per Jules Ezechiel Rémy i publicat a Flora Chilena 4(1): 4(1): 57–58, a l'any 1849.
Etimologia.
THaplopappus: nom genèric que deriva de les paraules gregues: kaploos, que significa "simple", i pappos, que significa "plomissol o borrissol", en referència a l'anell únic del borrissol.
velutinus: epítet
Subespècies
Subespècies acceptades per la Royal Botanic Garden Kew:
- Haplopappus velutinus subsp. illinitus (Phil.) Klingenb.
- Haplopappus velutinus subsp. longipes (Phil.) Klingenb.
- Haplopappus velutinus subsp. velutinus (subespècie tipus)

Sinonímia
- Aster longipes Kuntze	Revis. Gen. Pl. 1: 318. 1891 [5 Nov 1891]
- Aster scopiformis	Kuntze	Revis. Gen. Pl. 1: 317 (1891)
- Haplodiscus fallax Phil.	Anales Univ. Chile 87: 622 (1894)
- Haplodiscus longiscapus	Phil. Anales Univ. Chile 87: 620 (1894)
- Haplopappus baccharidifolius Phil. Anales Univ. Chile 87: 606 (1894)
- Haplopappus fallax Reiche	Fl. Chile [Reiche] 3(6): 296. 1901
- Haplopappus glutinosus var. illinitus	(Phil.) Reiche
- Haplopappus illinitus	Phil. Linnaea 28: 727 (1858)
- Haplopappus stenophyllus Phil. Anales Univ. Chile 87: 604 (1894)
- Haplopappus subandinus Phil.	Anales Univ. Chile 87: 598 (1894)
- Haplopappus velutinus subsp. longipes	(Phil.) Klingenb. Biblioth. Bot. 157: 283 (2007)
- Haplopappus velutinus subsp. illinitus (Phil.) Klingenb.	Biblioth. Bot. 157: 283 (2007)
- Haplopappus velutinus subsp. velutinus
- Haplopappus virgatus Phil.	Anales Univ. Chile 43: 491 (1873)
- Haplodiscus zanartui Phil. Anales Univ. Chile 87: 613 (1894)
- Pyrrocoma longipes Phil.	Linnaea 28: 733 (1858)